# Arrecifes
Arrecifes è una città argentina della provincia di Buenos Aires, capoluogo del partido omonimo.

## Geografia
Arrecifes sorge nella regione della Pampa umida, lungo la sponda sinistra del fiume omonimo. La città è situata a 180 km a nord-ovest della capitale Buenos Aires.

## Storia
In epoca coloniale sorse un piccolo insediamento conosciuto come Pago de los Arrecifes lungo il percorso che univa il porto di Buenos Aires a Córdoba e a Tucumán. Il 9 agosto 1736 fu costruita una piccola cappella da alcuni fedeli della zona. Tre anni dopo fu costruito un fortino contro le incursioni delle popolazioni native. Nel 1756 fu nominato il suo primo amministratore locale.
Nel 1785 furono istituiti dal cabildo di Buenos Aires i primi sei partidos del Vicereame del Río de la Plata, tra questi anche quello di Arrecifes. Dieci anni dopo fu tracciato il piano di sviluppo urbano dell'odierno centro abitato.
Nel 1882 Arrecifes fu raggiunta dalla ferrovia proveniente da Buenos Aires. Nel 1901 il nome della città, così come quello del partido, fu cambiato in Bartolomé Mitre in omaggio all'ex presidente argentino che qui aveva delle proprietà.

## Cultura

### Istruzione

#### Musei
- Museo e Archivio Storico

## Infrastrutture e trasporti
Arrecifes sorge lungo la strada nazionale 8, che unisce Buenos Aires alle provincie di Córdoba e San Luis.